# Arinka
Arinka (Аринка) è un film del 1939 diretto da Natal'ja Koševerova e Jurij Aleksandrovič Muzikant.